# Ляйцман, Иоганн-Якоб

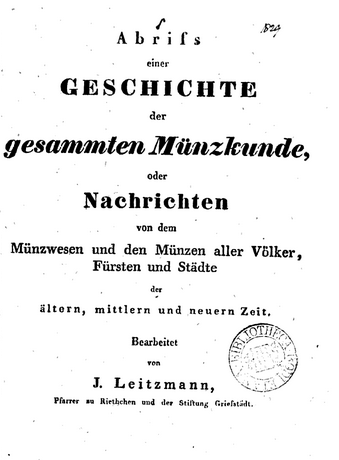

Иоганн-Якоб Ляйцман (нем. Johann Jakob Leitzmann, 24 сентября 1798, Эрфурт — 23 октября 1877, Тунценхаузен) — немецкий священник и нумизмат.

## Биография
Окончил гимназию в Эрфурте, затем изучал теологию в Галле. В 1825 году в Магдебурге сдал экзамен и получил место священника в Ритгене. В 1831 году переведён в более доходный приход в Тунценхаузене.
Опубликовал ряд работ по нумизматике. В 1834 году основал первый немецкий нумизматический журнал «Numismatische Zeitung». Владел значительной коллекцией монет (более 23 000). После его смерти его коллекция в 1880 году была продана на Лейпцигском аукционе и впоследствии несколько раз перепродана.

## Избранная библиография
- Abriβ einer Geschichte der gesamten Münzkunde oder Nachrichten von dem Münzwesen und den Münzen aller Völker, Fürsten und Städte der älteren, mittleren und neueren Zeit. — Erfurt, 1828;
- Wegweiser auf dem Gebiet der deutschen Münzkunde. — Weiβensee i. Th., 1869;
- Bibliotheca numaria. Verzeichnis sämtlicher in dem Zeitraum 1800—1866 erschienenen Schriften über Münzkunde. — Weiβensee i. Th., 1867.